# Johann Koelhoff der Ältere
Johann Koelhoff, zur Unterscheidung von seinem gleichnamigen Sohn der Ältere genannt (* in Lübeck; † Anfang 1493 in Köln), war ein Kölner Buchdrucker und Verleger der Inkunabelzeit.

## Leben
Koelhoff stammte ursprünglich aus Lübeck und begann als Händler für Vieh, Getreide, Wolle und Papier. Seit 1471 betrieb er eine Druckerwerkstatt in Köln. Das Druckerhandwerk hatte er wahrscheinlich in Venedig bei Wendelin von Speyer erlernt. Die von ihm verwendeten gut lesbaren Rotunda-Lettern und andere Hinweise lassen darauf schließen, dass er von Venedig nach Köln kam. Johann Koelhoff trat in die Kölner Zunft der Goldschmiede ein und arbeitete neben seiner Tätigkeit als Buchdrucker auch als Verleger und Buchhändler. Er handelte mit Buchdruckerbedarf wie Papier, Typen und Holzdruckstöcken. Seinen ersten kölnischen Druck brachte er 1471 heraus, das „Praeceptorium divinae legis“ von Johannes Nider. Hierin führte er Bogensignaturen ein, bei denen der Buchstabe die Lage und die Ziffer das Blatt bezeichnete. 1473 nannte er sich „dignus Agrippine civis Colhoff arte Johannes“. Am 14. Februar 1480 erwarb er mit seiner Frau Bilia „Haus Ederen“ an der Ecke der Judengasse bei St. Laurentius, 1486 druckte er das Werk Franciscus dictus Plato de Benedictus. 1490 erschien bei ihm die „Legenda Alberti magni per Rudolphum de Novimagio“. In seiner Kölner Offizin ließ Koelhoff auch angestellte Lohndrucker für sich arbeiten. Dem erfahrenen Kaufmann gelang es mit Hilfe von Buchführern sogar, seine Druckschriften in weit entfernten Gebiete wie Skandinavien, dem Baltikum und Venedig zu verbreiten. Dem „Libri Institutionum magistri Nycasij de Voerda“ zufolge starb er noch während des Drucks („in ipso opere ad superos vocati“), also zwischen Dezember 1492 und Januar 1493. Christoph Reske erwähnt als Todesdatum den 6. Juli 1493, als die Testamentsvollstrecker benannt wurden. Die Schreinsbücher erwähnen erst am 14. Oktober 1495 die Beurkundung der Erbschaftsteilung auf seine drei Kinder Grietgyn, Johann und Peter.
Das väterliche Geschäft führte sein Sohn Johann Koelhoff der Jüngere ab 1493 fort.

## Drucke

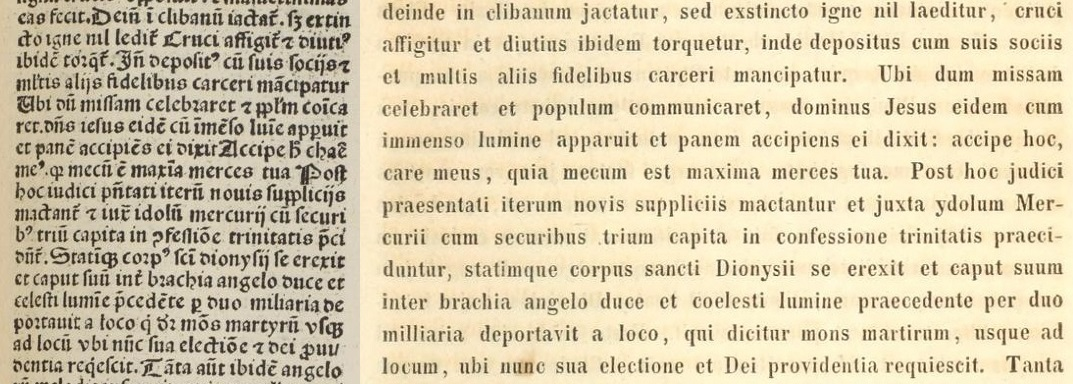
Legenda aurea, Ausschnitt aus dem Dionysius-Martyrium, links in der Druckfassung Koelhoffs (1490), rechts in der Edition Grässes (1850)

Johann Koelhoffs Druck- und Verlagsprogramm umfasste mehr als 125 bekannte Titel. Er druckte hauptsächlich lateinische Texte theologischen und philosophischen Inhalts, brachte seit 1475 aber auch juristische Schriften, die hauptsächlich für den universitären Gebrauch bestimmt waren, heraus. Die Zahl seiner deutschsprachigen Drucke war deutlich geringer. In der Hauptsache handelte es sich dabei um Pilgerführer und religiöse Erbauungsschriften (z. B. Seelentrost und Christenspiegel von 1489).
Zu seinen Druckwerken gehörten „Sermones viae et veritatis super epistolas et evangelia de tempore per totum annum“ von Lucas de Padua vom 8. Februar 1483, für Johannes Koelner de Vanckel druckte er den juristischen Text „Summarium textuale et conclusiones super Sextum et Clementinas; Summaria et effectus Extravagantium“ zwischen Juli und September 1488, Der große und kleine Seelentrost stammte vom 23. Juni 1489, für die „Historia septem sapientum Romae“ (1490) lieh er sich die Holzschnitte von Claes Leeuw in Antwerpen. Ablässe und Heiltümer der Stadt Köln kam am 18. Februar 1492 heraus, Otto von Passaus Der güldene Thron wurde am 26. Mai 1492 veröffentlicht.
Koelhoff verfügte über ein Repertoire von 22 Typenalphabeten fortschrittlicher Zusammensetzung (reduzierte Zahl von Ligaturen und Abbreviaturen). Darunter befanden sich auch Missal- und Kanontypen. Des Weiteren verwendete er vier verschiedene Druckermarken (auch: Signete). Als bleibende Neuerung führte er gedruckte Lagensignaturen ein.